# Chutes de la Colonial Creek
Les chutes de la Colonial Creek, en anglais Colonial Creek Falls, sont une chute d'eau des États-Unis.

## Caractéristiques
Au total, la chute d'eau mesure 788 m de haut.
La cascade mesure 15 m de large.

## Localisation
Colonial Creek Falls est située sur le Colonial Peak, un sommet du parc national des North Cascades dans l'État de Washington, aux États-Unis.